# SMS Niobe (1899)
Pour les autres navires du même nom, voir SMS Niobe.
Le SMS Niobe est un croiseur léger de la classe Gazelle appartenant à la Kaiserliche Marine.
Après la Première Guerre mondiale, le Niobe reste en réserve de la Reichsmarine. Il est retiré du service en 1925 et vendu désarmé à la Yougoslavie. Il est mis de nouveau en service après une reconstruction comme navire-école sous le nom de Dalmacija. Pendant la Seconde Guerre mondiale, il est sous pavillon italien avec le nom de Cattaro et enfin redevient allemand avant d'être coulé par un torpilleur anglais fin 1943.

## Histoire

### Kaiserliche Marine
Le Niobe est le cinquième croiseur de la classe Gazelle construit par l'AG Weser à Brême pour la Kaiserliche Marine. La quille est posée le 30 août 1898, le navire est lancé le 18 juillet 1899 après que le bourgmestre de Brême, le Dr Pauli, l'ait baptisé Niobe. De 1861 à 1890, une frégate portait déjà ce nom. Le nouveau croiseur commence ses essais le 25 juin 1900 puis est mis en service le 22 août de la même année.

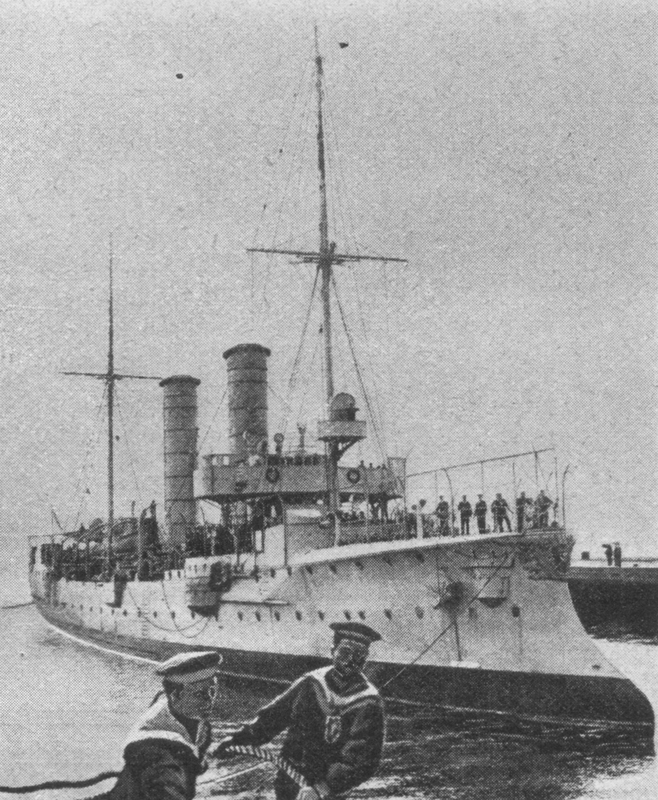
Le SMS Niobe au port

Le 11 avril 1901, il entre en service actif au sein de la I. T-Flottille. Fin juin, il accompagne le SMY Hohenzollern dans sa tournée annuelle en mer du Nord qui est arrêté en raison de la mort de l'impératrice Victoria, la mère de l'empereur Guillaume II d'Allemagne. En septembre 1901, le croiseur accompagne de nouveau le yacht dans le cadre de la rencontre entre l'empereur allemand et le czar Nicolas II de Russie. Entre avril et juin 1902, le navire réintègre la I. T-Flottille. En 1903, il rejoint la nouvelle flotte de reconnaissance après l'annulation d'une mission au Venezuela.
Le 28 septembre 1904, le croiseur est désarmé provisoirement. Durant les deux années de mise en réserve, il est remanié profondément. Il revient en service le 19 juin 1906. Il quitte Wilhelmshaven le 9 juillet et rejoint le 8 septembre l'escadre d'Extrême-Orient en Asie de l'Est. Il remplace son sister-ship, le Thetis et est pendant un temps le seul navire important avec le navire-amiral SMS Fürst Bismarck. En 1907 arrivent également en Asie les croiseurs Leipzig et Arcona. Le Niobe accompagne le navire-amiral pour une visite au Japon lors de l'été 1907.
Le 31 janvier 1909, il part de Qingdao pour son retour à Kiel le 21 mars puis est mis hors service à Danzig dix jours après.
Le Niobe est mis en service dans le cadre de la mobilisation le 2 août 1914. Jusqu'au 5 septembre 1915, il participe à la défense côtière dans la baie Allemande, à la fois dans les estuaires de la Weser et de la Jade. Le Niobe reste en service avec un effectif réduit en septembre 1915 puis sert principalement de navire pour l'administration du commandement de la sécurité de la mer du Nord. Le 3 février 1919, il est définitivement retiré du service.

#### Commandement
| 25 juin au 22 août 1900            | Korvettenkapitän Heinrich Bredow                               |
| 11 avril au 26 juin 1901           | Korvettenkapitän Reinhard Scheer                               |
| 27 juin à septembre 1901           | Korvettenkapitän Joachim von Oriola                            |
| 1er octobre 1901 au 1er avril 1902 | Kapitänleutnant Felix Schultz (effectif réduit)                |
| 1er avril au 2 juillet 1902        | Korvettenkapitän Reinhard Scheer                               |
| 2 juillet à septembre 1902         | Fregattenkapitän Carl Schönfelder                              |
| Septembre 1902 à avril 1903        | Korvettenkapitän Heinrich Sass (de)                            |
| Avril à juin 1903                  | Korvettenkapitän Franz Hipper                                  |
| Juin au 30 septembre 1903          | Korvettenkapitän Heinrich Saß                                  |
| Octobre 1903                       | Korvettenkapitän Christian Schütz                              |
| Octobre à novembre 1903            | Kapitänleutnant Adalbert Kinel (intérim)                       |
| Novembre 1903 à janvier 1904       | Kapitänleutnant Karl Heuser (de) (intérim)                     |
| Janvier au 28 septembre 1904       | Korvettenkapitän / Fregattenkapitän Fritz Hoffmann             |
| 19 juin 1906 à juillet 1907        | Korvettenkapitän / Fregattenkapitän Max Witschel (de)          |
| Juillet 1907 à septembre 1908      | Korvettenkapitän Hugo Langemak                                 |
| Septembre à novembre 1908          | Fregattenkapitän Freiherr Gottfried von Dalwigk zu Lichtenfels |
| Novembre 1908 au 31 mars 1909      | Fregattenkapitän Carl Hollweg (de)                             |
| 2 août 1914 à mai 1915             | Fregattenkapitän Max Kühne (de)                                |
| Mai au 8 septembre 1915            | Kapitän zur See Ernst Ewers                                    |
| 8 septembre 1915 à janvier 1916    | Kapitänleutnant Fritz Gruenhagen (effectif réduit)             |
| Janvier 1916 à décembre 1917       | Oberleutnant zur See Karl Seydel (effectif réduit)             |
| Décembre 1917 à janvier 1918       | Korvettenkapitän Wilhelm Prentzel (de) (effectif réduit)       |
| Janvier à août 1918                | Korvettenkapitän Edgar Angermann (effectif réduit)             |
| Août 1918 au 3 février 1919        | Inconnu (effectif réduit)                                      |

### Après la Première Guerre mondiale
Le Niobe n'est pas livré aux alliés de la Première Guerre mondiale, il devient un navire de réserve de la Reichsmarine. Il est retiré en juin 1925 de la liste des navires de guerre et vendu désarmé à la Yougoslavie comme "navire de service". Il est transformé jusqu'en 1927 comme navire-école et rebaptisé Dalmacija. En 1930, le croiseur est modernisé.

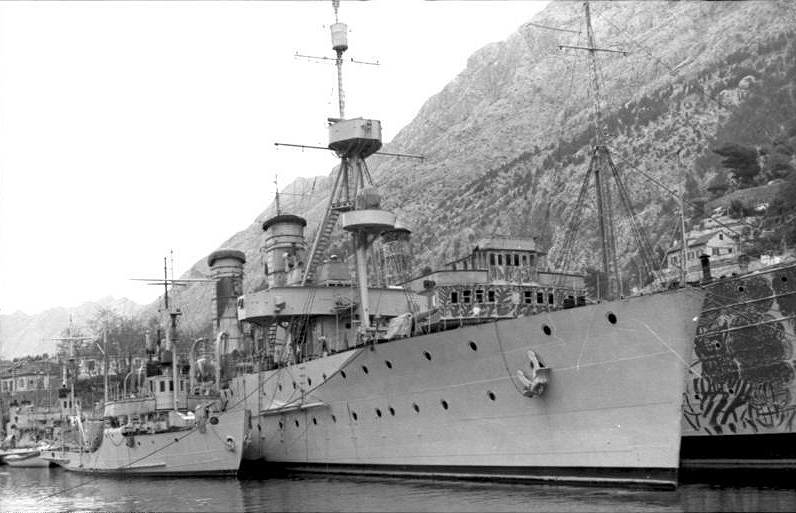
Le Dalmacija en 1941 dans le port de Kotor

Lors de la Seconde Guerre mondiale, durant l'envahissement de la Yougoslavie, le Dalmacija est pris le 17 avril 1941 dans le port de Kotor par l'Italie et transféré à la Regia Marina. Comme le navire est complètement usé, il est reclassé canonnière et sert à l'école d'artillerie de Pula. Entre 1942 et 1943, il bombarde les positions de la résistance yougoslave puis sert de navire-cible à l'école des sous-marins et des avions torpilleurs. Le 31 juillet 1942, le RN Cattaro est attaqué près de Premantura par un sous-marin britannique, cependant la torpille manque sa cible.
Après l'effondrement de l'Italie fasciste en 1943, le croiseur est capturé dans le port de Pula le 9 septembre 1943 par les troupes allemandes et intègre la Kriegsmarine. Pour son nouveau nom allemand, on pense d'abord au nom traditionnel austro-hongrois SMS Zenta, le vice-amiral Lietzmann suggère Novara. Finalement on revient au Niobe. Le croiseur sert avec un équipage germano-croate des forces navales dans la mer Adriatique.
Le 19 décembre 1943, le Niobe s'échoue au large de l'île de Silba et est abandonné par son équipage. Les torpilleurs britanniques MTB 226 et MTB 228 détruisent le navire dans les eaux peu profondes trois jours plus tard. L'épave est abandonnée après 1949.